# Mario Sironi
Mario Sironi (Sassari, 12 maggio 1885 – Milano, 13 agosto 1961) è stato un pittore italiano, fra gli iniziatori del movimento artistico del Novecento nel 1922 a Milano.
È stato anche scultore, architetto, illustratore, scenografo e grafico. Negli anni Trenta ha teorizzato e praticato il ritorno alla pittura murale.

## Biografia

### La stagione giovanile
Sironi nacque a Sassari il 12 maggio 1885 da Enrico (Milano, 1847 - Roma, 1898) e da Giulia Villa (Firenze, 1860 - Bergamo, 1943), dei quali fu il secondo di sei figli.
Nella sua famiglia c'erano architetti, artisti, musicisti. Il nonno materno, Ignazio Villa (Milano, 1813 - Roma, 1895), scultore e scienziato, costruì a Firenze nel 1850-52 la casa Rossa, notevole esempio di neogotico italiano. Lo zio paterno Eugenio Sironi (Como 1828-1894), fratellastro di Enrico - e, nella storiografia recente, erroneamente confuso con lui - fu l'autore del palazzo della Provincia di Sassari, 1873-1880. Il padre Enrico si laureò ingegnere nel 1873 e lavorò a Sassari e a Roma. La madre Giulia Villa, alla quale l'artista fu sempre legatissimo, aveva invece studiato canto, mentre la sorella Cristina era pianista.
La formazione di Sironi avvenne a Roma, dove la famiglia si trasferì un anno dopo la sua nascita. Qui, dopo la prematura morte del padre nel 1898, compì gli studi tecnici. Intanto lesse Schopenhauer, Nietzsche, Heine, Leopardi, i romanzieri francesi, studiò il pianoforte, suonando soprattutto Wagner, e fin da piccolo si dedicò al disegno.
Nel 1902 si iscrisse alla facoltà di ingegneria, ma l'anno successivo fu colpito da una crisi depressiva, primo sintomo di un disagio esistenziale che lo accompagnò per tutta la vita. Abbandonò quindi l'università e, incoraggiato dallo scultore Ettore Ximenes e dal pittore Discovolo, si iscrisse alla Scuola Libera del Nudo in via Ripetta. In questo periodo incontrò Umberto Boccioni (che, nonostante qualche momento di incomprensione, fu l'amico più caro della sua giovinezza) e Gino Severini, frequentò la cerchia di Giovanni Prini e lo studio di Giacomo Balla. Seguendo quest'ultimo si avvicinò al divisionismo (La madre che cuce, 1905-1906), che interpretò però senza incrinare la solidità delle forme. Sempre in questo periodo compì i primi viaggi: nel maggio-agosto 1906 si recò a Parigi, dove si trovò anche Boccioni; nell'estate 1908 e per vari mesi del 1910-11 fu a Erfurt, in Germania, ospite dell'amico scultore Felix Tannenbaum.

### La stagione futurista e gli anni di guerra

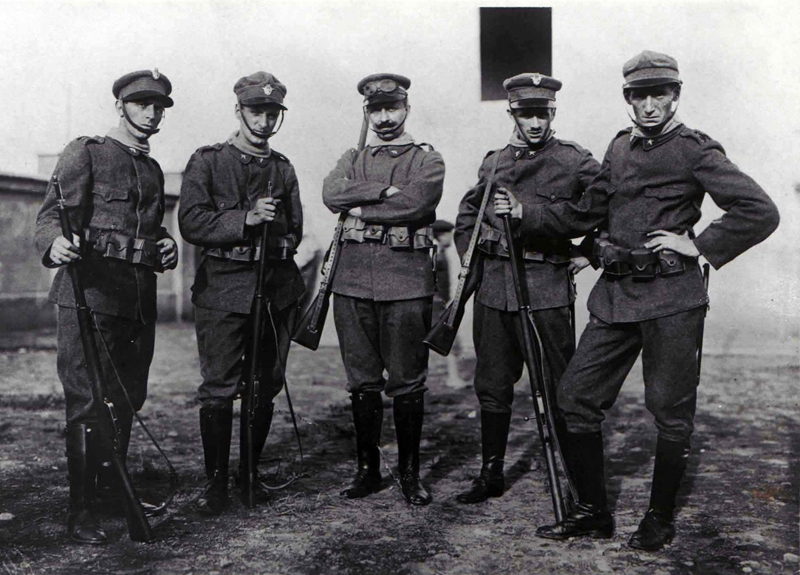
Con Marinetti, Sant'Elia e Boccioni nel 1916

A partire dal 1913, ispirato dall'opera di Boccioni, si avvicinò al futurismo, che interpretò però alla luce della sua incessante ricerca volumetrica. Nel 1914 partecipò alla “Libera Esposizione Internazionale Futurista” da Sprovieri a Roma e alla declamazione di Piedigrotta di Cangiullo. Nel 1915 si trasferì per breve tempo a Milano, dove collaborò alla rivista “Gli Avvenimenti” ed entrò nel nucleo dirigente del futurismo. Allo scoppio della guerra si arruolò nel Battaglione Volontari Ciclisti, di cui fecero parte anche Boccioni, Marinetti, Sant’Elia, Funi, Russolo, e in dicembre firmò il manifesto futurista L'orgoglio italiano.
Nel 1916 uscirono i primi interventi critici sul suo lavoro: il primo fu di Boccioni, che definì i suoi disegni una “manifestazione artistica illustrativa eccezionalmente originale e potente”; il secondo fu di Margherita Sarfatti, che sottolineò in lui “un'arte di sintesi e di semplificazione estrema”. Riprese intanto a combattere nel Genio, dopo aver seguito i corsi per Ufficiali Fotoelettrici a Torino e a Padova. Fu in prima linea fino al 1918, quando venne spostato all'Ufficio Propaganda, dove collaborò con Bontempelli alla rivistina di trincea Il Montello.

### Il dopoguerra: dalla Metafisica al Novecento italiano
Nel marzo 1919 rientrò a Roma dopo il congedo. Nello stesso periodo partecipò alla Grande Esposizione Nazionale Futurista, esponendo quindici opere prevalentemente sul tema della guerra. Ormai, però, suggestioni metafisiche mutuate da Carlo Carrà e Giorgio de Chirico pervadevano la sua pittura. In luglio tenne la prima personale a Roma, da Anton Giulio Bragaglia.
Sempre a luglio Sironi sposò Matilde Fabbrini, da cui ebbe due figlie: Aglae nel 1921 e Rossana nel 1929. In settembre, però, partì per Milano senza la moglie, che le ristrettezze economiche non gli permisero di portare con sé. Nacquero in questo periodo, anche dalle suggestioni della realtà cittadina, i suoi paesaggi urbani. Si avvicinò intanto al fascismo e Marinetti lo ricordò già nell'ottobre 1919 alle riunioni del Fascio milanese.
Nel gennaio 1920, con Achille Funi, Leonardo Dudreville e Luigi Russolo, Sironi firmò il manifesto futurista Contro tutti i ritorni in pittura, che nonostante il titolo conteneva già molte istanze del futuro Novecento Italiano. In marzo partecipò a una collettiva nella neonata Galleria Arte, dove espose per la prima volta i paesaggi urbani. Il ciclo dei paesaggi urbani rappresenta uno dei vertici dell'arte sironiana, ma anche uno dei temi meno compresi dalla critica recente. Fu utile, a questo proposito, riprendere la lettura compiuta dalla Sarfatti, che vi individuò la tragicità e quella che chiamò, con espressione nietzscheana e dannunziana, la “glorificazione”. Sironi, cioè, infuse negli elementi tragici forza e grandiosità. Accanto alla pittura, peraltro, l'artista continuò a dedicarsi al disegno e all'illustrazione: dal 1922 al 25 luglio 1943 fu il principale illustratore del Il Popolo d'Italia; sul quotidiano di Benito Mussolini dal 1922 al 1926 fece delle caricature molto pesanti degli antifascisti dell'epoca. Disegnò copertina e contenuti della Rivista Illustrata de Il Popolo d'Italia rifacendosi all'immaginario collettivo dell'interventismo, della guerra e della vittoria fino alle tappe successive del fascismo. Dal 1922 per quasi venti anni illustrò mensilmente la copertina della rivista Gerarchia, sempre di Mussolini. Per tutto il periodo del regime Sironi fu il principale promotore, artefice e organizzatore dello stile fascista, anche nelle mostre.
Nel dicembre 1922 fondò con Anselmo Bucci, Gian Emilio Malerba, Pietro Marussig, Ubaldo Oppi e ancora con Dudreville e Funi, il Novecento Italiano, che si presentò per la prima volta a Milano, alla Galleria Pesaro nel marzo 1923. Animato dalla Sarfatti, il movimento aspirava a una “moderna classicità”, cioè a una forma classica, priva di pittoricismi ottocenteschi, filtrata attraverso una sintesi purista. Il pensiero di Platone, e in particolare il Filebo, con il suo richiamo alle forme geometriche “belle in se”, fu spesso ricordato dalla scrittrice nelle sue pagine critiche sul gruppo.
Nel 1924 Sironi partecipò alla Biennale di Venezia col gruppo novecentista (ribattezzatosi “Sei pittori del Novecento” per l'assenza di Oppi). Qui espose quattro dipinti tutti sul tema della figura, tra cui L'architetto e L'allieva, che rimasero fra i suoi massimi capolavori, ma la sua presenza passò quasi inosservata.
Del “Novecento” Sironi fu la personalità più rappresentativa. Fin dal 1925 entrò a far parte del Comitato Direttivo ed espose alle mostre nazionali e internazionali del gruppo (nel 1926 a Milano alla I Mostra del Novecento Italiano e a Parigi alla Galerie Carminati; nel 1927 a Ginevra, Zurigo, Amsterdam, L'Aja; nel 1929 a Milano alla II mostra del Novecento Italiano e alle rassegne di Nizza, Ginevra, Berlino, Parigi; nel 1930 a Basilea, Berna, Buenos Aires; nel 1931 a Stoccolma, Oslo, Helsinki). Intanto dal 1927, e fino al 1931, scrisse come critico d'arte su Il Popolo d'Italia.
Intorno al 1930 conobbe Mimì Costa, alla quale, tra alterne vicissitudini, rimase legato per il resto della vita. Sempre nel 1930 uscì la sua prima monografia, firmata da Giovanni Scheiwiller.

### Gli anni Trenta: la pittura murale
Nel 1931 Sironi fu invitato con una sala personale alla I Quadriennale di Roma, ma, nonostante l'appoggio di Ojetti, non ottenne premi. La sua pittura, intorno al 1929-30, abbandonò il segno nitido della prima stagione novecentista e attraversò un periodo espressionista, caratterizzato da un'approssimazione della figura e da una violenza della pennellata che disorientò la maggior parte dei critici. Sempre nel 1931, Sironi fu incaricato di eseguire la vetrata La Carta del Lavoro per il Ministero delle Corporazioni a Roma, che terminò nel 1932, e due grandi tele per il palazzo delle Poste a Bergamo: Il Lavoro nei campi o L'Agricoltura e Il Lavoro in città o L'Architettura, che completò nel 1934.
Nel decennio, si dedicò sempre più alla grande decorazione, trascurando il quadro da cavalletto, che considerava ormai una forma insufficiente. La pittura murale, per lui, non era solo una tecnica, ma un modo radicalmente diverso (antico e classico, ma anche nuovo e fascista, perché, come affermava lui stesso, “sociale per eccellenza) di pensare l'arte. La grande decorazione, infatti, è un'arte indipendente dal possesso individuale e dal collezionismo privato, perché si incontra per le strade, nelle piazze, nei luoghi di lavoro. È un'arte che ridimensiona l'importanza del mercato e delle mostre (un muro non si può vendere né esporre, se non in forma effimera) e stimola la committenza dello Stato. È un'arte, infine, che sollecita gli artisti a misurarsi con temi alti e potenti, e con una nuova concezione dello spazio, favorendo il superamento dell'intimismo. Tuttavia, per Sironi, la pittura murale non doveva cadere nel contenutismo né tantomeno nella propaganda. In questo senso, la sua pittura murale, pur avendo dato espressione all'ideologia fascista (non alle leggi razziali, che l'artista non ha mai condiviso), ne è per molti aspetti indipendente, proprio per il suo valore stilistico e formale.

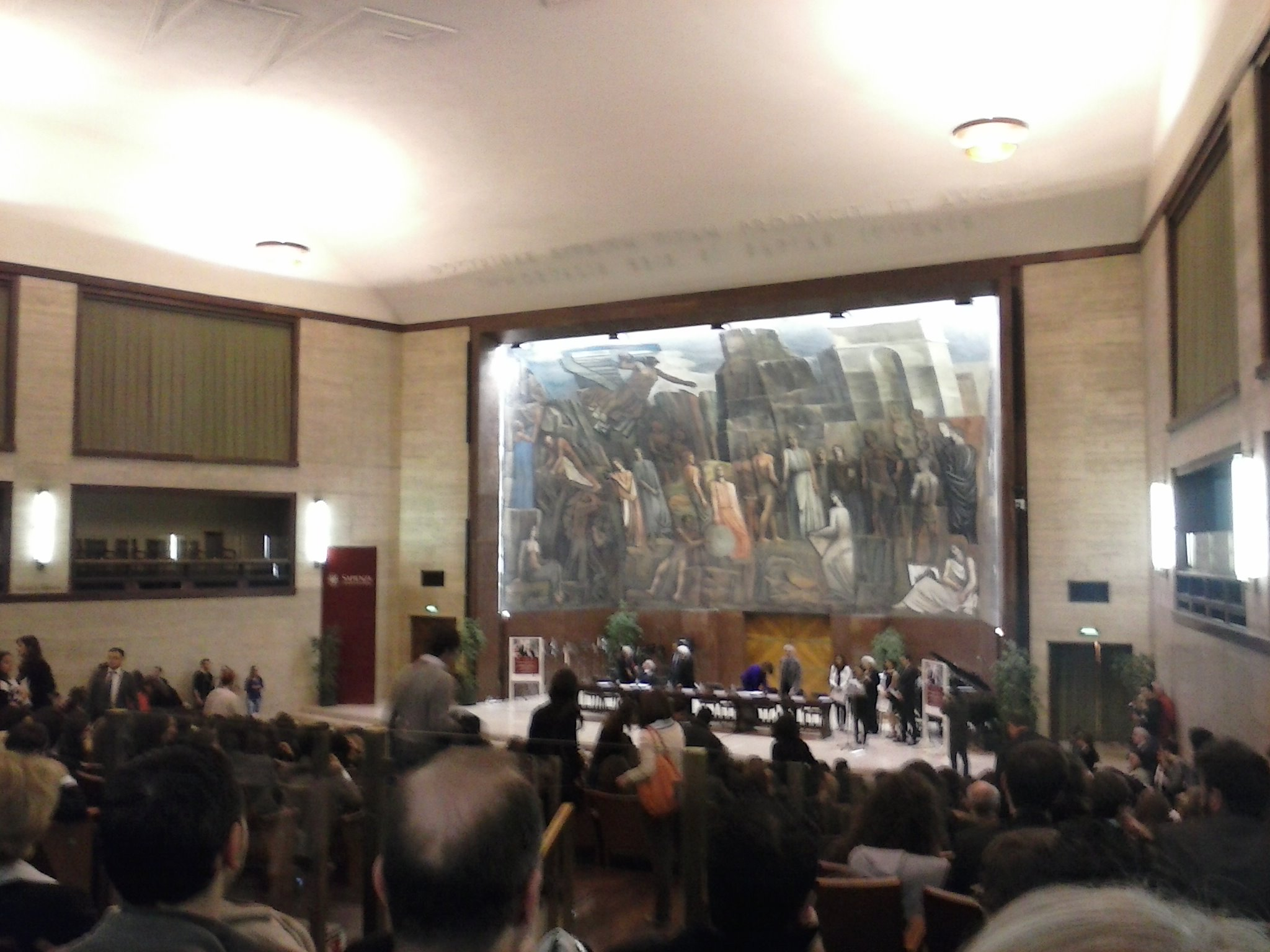
L'Aula Magna della Università di Roma Sapienza con l'affresco di Sironi del 1935 L'Italia tra le Arti e le Scienze

 L'artista teorizzò il ritorno alla grande decorazione soprattutto in due testi programmatici: Pittura murale (“Il Popolo d'Italia”, 1º gennaio 1932) e il Manifesto della Pittura Murale, firmato anche da Campigli, Carrà e Funi (“Colonna”, dicembre 1933), al cui spirito aderirono anche altri artisti, come ad esempio Francesco Olivucci. Tutto il decennio lo vide impegnato in una serie di lavori monumentali, in cui, superate le sprezzature espressioniste, adottò una composizione multicentrica, spesso a riquadri, governata da una spazialità e una prospettiva prerinascimentali. Nel 1932 disegnò due altorilievi per la Casa dei Sindacati Fascisti a Milano, poi realizzati da Bertolazzi e Zaniboni. Nel 1933 alla V Triennale coordinò gli interventi di pittura murale, chiamando i migliori artisti italiani a realizzare decorazioni monumentali. Lui stesso eseguì il grande Lavoro, oltre a opere plastiche e architettoniche. Fu in questa occasione, tra l'altro, che si rinfocolarono le polemiche anti-novecentiste, iniziate intorno al 1931 e animate soprattutto da Farinacci e dal suo giornale “Il Regime Fascista”. Sironi, fatto oggetto di violenti attacchi, difese con articoli appassionati le ragioni del “Novecento”. 
Nel 1934 partecipò con Terragni al concorso per il palazzo del Littorio di Roma, progettando rilievi e pitture murali. Nella seconda metà del decennio eseguì l'affresco L'Italia tra le Arti e le Scienze nell'Aula Magna dell'Università di Roma (1935); il mosaico L'Italia corporativa (1936-1937, oggi al palazzo dei Giornali, Milano); gli affreschi L'Italia, Venezia e gli Studi per Ca' Foscari a Venezia (1936-1937) e Rex imperator e Dux per la Casa Madre dei Mutilati a Roma (1936-1938); il mosaico La Giustizia tra la Legge, la Forza e la Verità per il Palazzo di Giustizia di Milano (1936-1939); due grandi bassorilievi per l'Esposizione Internazionale di Parigi (1937); la vetrata L'Annunciazione per la chiesa dell'Ospedale di Niguarda a Milano (1938-1939). Nel 1939 progettò interventi scultorei per il concorso per il Danteum, nel gruppo di lavoro diretto da Terragni. Tra il 1939 e il 1942 collaborò con Muzio al palazzo de “il Popolo d'Italia”, realizzando le decorazioni della facciata e di alcuni interni, e intervenendo anche nel progetto architettonico.
Accanto alle grandi imprese decorative, non bisogna dimenticare i complessi allestimenti architettonici, tra cui nel 1932 quello di varie sale della Mostra della Rivoluzione Fascista; nel 1933 di molte parti della Triennale di Milano; nel 1934 della Sala dell'Aviazione nella Grande Guerra alla Mostra dell'Aeronautica italiana; nel 1935 del Salone d'Onore alla Mostra Nazionale dello Sport; nel 1936 del Padiglione Fiat alla Fiera Campionaria di Milano; nel 1937 della sala dell'Italia d'Oltremare all'Expo Internazionale di Parigi; nel 1939 di una parte della Mostra Nazionale del Dopolavoro a Roma. Fu un impegno senza tregua, le cui scadenze assillanti compromettevano perfino la sua salute. Lungo il decennio ridusse radicalmente, invece, la partecipazione a mostre, anche se tenne due importanti personali alla Galleria Milano (1931 e 1934).

### Dalla caduta del fascismo all'ultima stagione espressiva
Nel settembre 1943 Sironi aderì alla Repubblica di Salò, seguendo con crescente angoscia l'evolversi degli eventi.

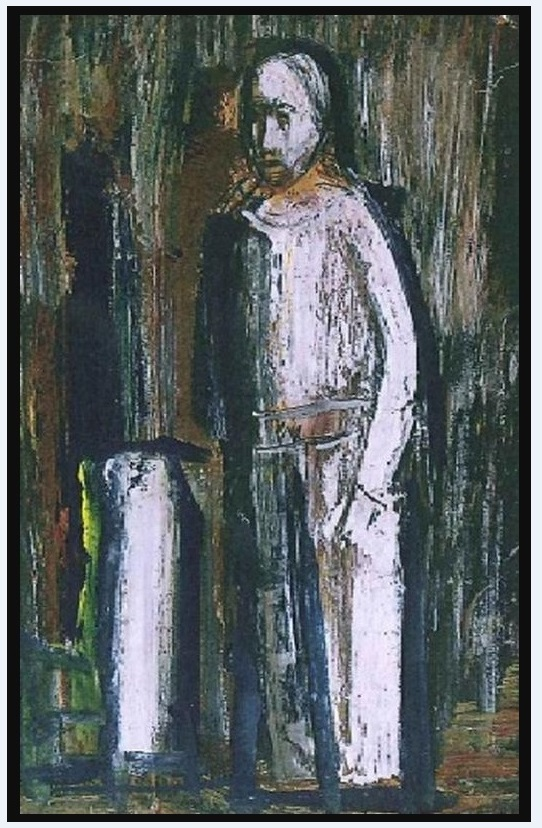
Composizione (fine anni '40) (Casa Museo Francesco Cristina)

Il 25 aprile, Mario Sironi rischiò anche di essere fucilato: uscì in strada fra gli spari, a Milano, e fu fermato a un posto di blocco da una brigata partigiana. Sarebbe stato ucciso se Gianni Rodari, che faceva parte della brigata e lo aveva riconosciuto, non gli avesse firmato un lasciapassare. Alla disperata amarezza per il crollo delle sue illusioni civili e politiche si aggiunse lo strazio per il suicidio della figlia Rossana, che si tolse la vita a diciotto anni nel 1948.
Non smise comunque di lavorare. Nella sua pittura, però, alla potente energia costruttiva si sostituì spesso uno sfaldarsi delle forme e un allentarsi della sintassi compositiva. E non è un caso che uno dei suoi ultimi cicli pittorici sia dedicato all’Apocalisse.
Nel 1949-1950, Sironi aderì al progetto della importante collezione Verzocchi, sul tema del lavoro, inviando, oltre a un autoritratto, l'opera intitolata appunto Il lavoro. La collezione Verzocchi è attualmente conservata presso la Pinacoteca Civica di Forlì.
Poco considerato da critici come Longhi, Venturi, e Argan, in questi anni rifiutò polemicamente di partecipare alle Biennali di Venezia, ma continuò a esporre in Italia (Triennale di Milano, 1951; Quadriennale di Roma, 1955) e all'estero (mostra itinerante negli Stati Uniti, con Marino Marini, nel 1953). Eseguì inoltre scenografie e costumi per il teatro (Tristano e Isotta, 1947, per la Scala di Milano; I Lombardi alla Prima Crociata, 1948, e Don Carlos, 1950, per il Teatro Comunale di Firenze; Medea e Il Ciclope, 1949, per il Teatro Romano di Ostia). Nel 1955 uscì la monografia, tuttora fondamentale, Mario Sironi pittore di Agnoldomenico Pica. Nel 1956 fu eletto Accademico di San Luca.
La sua salute intanto si deteriorava, anche per il sopraggiungere di un'artrite progressiva. Nell'agosto 1961 fu ricoverato in una clinica di Milano per una broncopolmonite. Morì pochi giorni dopo, il 13 agosto ed è sepolto nel cimitero monumentale di Bergamo.
Nel 1985 fu donato da Aglae e Andrea Sironi un gruppo di opere composto da 509 disegni, 29 manoscritti, 8 cartoni, 42 tempere e disegni al Centro studi e Archivio della Comunicazione di Parma. Ad oggi, questo fondo è pubblico e interamente consultabile.
Numerose le grandi retrospettive che hanno ripercorso la storia della complessa attività dell'artista (Palazzo Reale, Milano, 1973 e 1985; Städtische Kunsthalle, Düsseldorf, 1988; Galleria Nazionale d'Arte Moderna, Roma, 1993-1994; Vittoriano, Roma, 2015).

## Opere

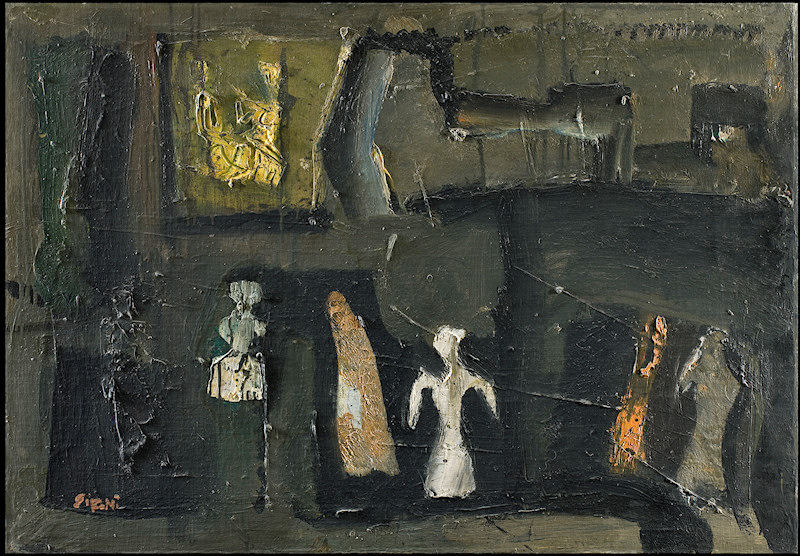
Composizione o Composizione e figure, 1957 (Fondazione Cariplo)

- Testa, 1913, Milano, Museo del Novecento
- Il camion, 1914, Milano, Pinacoteca di Brera
- Uomo Nuovo,1918, Palazzo Pretorio / Museo Piaggio
- L'atelier delle meraviglie, 1919, Milano, Pinacoteca di Brera
- La Venere dei porti, 1919, Milano, Casa Museo Boschi Di Stefano, Milano
- La lampada, 1919, Milano, Pinacoteca di Brera
- Composizione con elica, 1919, Venezia, Guggenheim Collection
- Il tram, 1920, Palermo, Civica Galleria d'Arte Moderna
- Due composizioni: Architettura con figure e cavaliere, 1921, Collezione privata
- Periferia. Il tram e la gru, 1921, Collezione Roberto Casamonti (Firenze)
- Il cavallo bianco, 1921, Venezia, Guggenheim Collection (collezione Mattioli)
- Venere, 1922-23, Torino, Civica Galleria d'Arte Moderna
- Aereo e città, 1924, Colonia, Museo Ludwig
- Paesaggio urbano, 1924, Venezia, Ca' Pesaro
- Solitudine, 1925, Roma, Galleria Nazionale d'arte Moderna
- Donna seduta, 1926-1927, Zurigo, Kunsthaus
- Due figure, 1926-1927, Parigi, Centre Pompidou
- Periferia industriale, 1928, Berlino, Neue Nationalgalerie
- Donna seduta e paesaggio (La malinconia), 1928, Milano, Museo del Novecento
- La famiglia, 1928, Roma, Galleria Nazionale d'Arte Moderna
- I costruttori, 1929, Milano, Museo del Novecento
- Montagne, 1929-30 Londra, Tate Gallery
- Paesaggio urbano con ciminiera, 1930, Milano, Pinacoteca di Brera
- La famiglia, 1930 Roma, Galleria Comunale d'Arte Moderna
- Il pescatore, 1930, Roma, Banca d'Italia
- Ritratto di Paola Masino, 1931, Roma, collezione Alvise Memmo
- Meriggio, 1932, Firenze, Galleria d'Arte Moderna, palazzo Pitti
- Il pastore, 1932, Trieste, Museo Revoltella
- La famiglia, 1932, Milano, FAI Fondo Ambiente Italiano
- La Marcia su Roma e La carta del Lavoro, altorilievi sul palazzo dei Sindacati dell'Industria di Milano (perduti)
- Condottiero a cavallo, 1934-1935, Museo di arte moderna e contemporanea di Trento e Rovereto
- L'Italia tra le Arti e le Scienze, 1935, Roma, Aula Magna dell'Università La Sapienza
- L'Italia corporativa, 1936-1937, Milano, palazzo dell'Informazione
- Studio preparatorio per il palazzo di Giustizia, 1936-38, Credito Industriale Sardo, Cagliari
- Pannello monumentale con camion, 1937, Torino, Centro Storico FIAT
- Figure, 1937, Firenze Collezione Roberto Casamonti
- San Martino, 1940, Città del Vaticano, Musei Vaticani
- Paesaggio con montagne, lago e barca a vela, 1940 c.
- Gli Apostoli, 1942 c., Città del Vaticano, Musei Vaticani
- L'eclisse, 1942-43, Rovereto, MART
- Paesaggio urbano, 1942-1943 Milano, Pinacoteca di Brera
- Paesaggio con albero, 1943 c., Cortina d'Ampezzo, Museo “Rimoldi”
- Il gasometro, 1943-44, Rovereto, MART
- L'apologo, 1944, Città del Vaticano, Musei Vaticani
- Mondo arcaico, 1944, Milano, Museo del Novecento
- Composizione metafisica, 1944 Rovereto, MART
- La penitente, 1945, Rovereto, MART
- Il gasometro, 1945, Milano, Museo del Novecento
- Composizione, 1948, Roma, Camera dei Deputati
- Periferia blu con tram, 1948(?), Faenza, Pinacoteca Comunale di Faenza
- Il lavoro, 1949, Forlì, Pinacoteca Civica (Collezione Verzocchi)

## Scritti dell'autore
- Mario Sironi, Scritti editi e inediti, Milano, Feltrinelli, 1980.
- Mario Sironi, Lettere, Milano, 2007.
- Mario Sironi, Scritti e pensieri, Milano, 2008. ISBN 9788884161789.
- Mario Sironi, Scritti inediti 1927-1931, Milano, 2013.

## Retrospettive
- Mario Sironi 1885 - 1961, Roma, Galleria Nazionale d'Arte Moderna, 9 dicembre 1993 - 27 febbraio 1994
- Mario Sironi 1885 - 1961, Roma, Complesso del Vittoriano, 4 ottobre 2014 - 8 febbraio 2015
- Mario Sironi. Sintesi e grandiosità, Milano, Museo del Novecento, 23 luglio 2021 - 27 marzo 2022
- Mario Sironi. L'eternità del mito, Nuoro, Spazio Ilisso, 11 dicembre 2021 - 22 maggio 2022